# Campeonato Nacional de Albania 1946
El Campeonato Nacional de Albania de 1946 (en albanés, Kampionati Kombëtar Shqiptar 1946) fue la 9a. edición del Campeonato Nacional de Albania.

## Resumen
Fue disputado por 12 equipos y Vllaznia ganó el campeonato.

## Clasificación

### Grupo A
| Pos. | Equipo            | PJ | PG | PE | PP | GF | GC | Dif. | Pts. |
| ---- | ----------------- | -- | -- | -- | -- | -- | -- | ---- | ---- |
| 1    | Vllaznia          | 10 | 10 | 0  | 0  | 32 | 3  | +29  | 20   |
| 2    | 17 Nëntori        | 10 | 8  | 0  | 2  | 26 | 7  | +19  | 16   |
| 3    | Besa              | 10 | 3  | 3  | 4  | 10 | 12 | -2   | 9    |
| 4    | Apolonia          | 10 | 2  | 2  | 6  | 8  | 22 | -14  | 6    |
| 5    | Skënderbeu        | 10 | 2  | 1  | 7  | 10 | 26 | -16  | 5    |
| 6    | Ylli i Kuq Durrës | 10 | 1  | 2  | 7  | 7  | 23 | -16  | 4    |

Nota: '17 Nëntori 'es KF Tirana y' Ylli i Kuq Durrës 'es Teuta

### Grupo B
| Pos. | Equipo             | PJ | PG | PE | PP | GF | GC | Dif. | Pts. |
| ---- | ------------------ | -- | -- | -- | -- | -- | -- | ---- | ---- |
| 1    | Flamurtari         | 10 | 7  | 2  | 1  | 17 | 8  | +9   | 16   |
| 2    | Bashkimi Elbasanas | 10 | 7  | 1  | 2  | 18 | 7  | +11  | 15   |
| 3    | Erzeni             | 10 | 4  | 4  | 2  | 14 | 11 | +3   | 12   |
| 4    | Shqiponja          | 10 | 3  | 2  | 5  | 12 | 16 | -4   | 8    |
| 5    | Spartak Kuçova     | 10 | 2  | 2  | 6  | 16 | 20 | -4   | 6    |
| 6    | Tomori             | 10 | 1  | 1  | 8  | 7  | 22 | -15  | 3    |

Nota: 'Bashkimi Elbasanas' es KS Elbasani y 'Shqiponja' es Luftëtari, 'Spartak Kuçova' es Naftëtari.

## Final
| 7 de julio de 1946 | Flamurtari | 0-2 | Vllaznia        | Vlorë, |  |
|                    |            |     | Mirashi 4', 58' |        |  |

| 14 de julio de 1946 | Vllaznia                              | 3-0 | Flamurtari | Shkodër, |  |
|                     | Halepiani 5' · Çoba 51' · Shaqiri 80' |     |            |          |  |